# Eucalyptus pyriformis
Espèce
Classification phylogénétique
Répartition géographique
Eucalyptus pyriformis est une espèce de plantes à fleurs du genre Eucalyptus et de la famille des Myrtaceae. C'est un arbre trouvé à l'ouest de l'Australie.

## Description
C'est un eucalyptus, de type mallee, à écorce lisse, grise ou rose saumon se détachant souvent en rubans à la base du tronc. Les jeunes feuilles sont pétiolées, alternes, ovales, de 9 cm sur 5 cm. Les feuilles adultes sont pétiolées, lancéolées, larges, de 9,5 cm sur 3,2 cm, concolores, grises à gris-vert avec une texture ferme. Les fleurs, rouges ou blanc crème apparaissent du milieu de l'hiver à la mi-printemps. Le fruit plaqué le long des tiges, est en forme d'entonnoir de 4 × 5,5 cm.
E. pyriformis se distingue par ses grands bourgeons pendants et ses fleurs de couleur spectaculaire

## Répartition et habitat
La répartition est limitée à la partie occidentale du nord de la Wheatbelt en Australie-Occidentale, du nord-ouest de Geraldton au sud de Dowerin, généralement dans les plaines de sable blanc.